# Психообразовательный профиль
Психообразовательный профиль — психологический тест, предназначенный для оценки уровня возможностей детей, имеющих нарушения коммуникации. Является одним из популярных методов диагностики детского аутизма и нарушений психического развития.
Предложен в 1979 году (англ. Psychoeducational profile; PEP), в 1990 году был пересмотрен (англ. Psychoeducational profile revised; PEP-R), в настоящее время используется третья версия теста (англ. Psychoeducational profile: 3rd edition; PEP-3), предложенная в 2005 году.

## Описание теста
В этой методике подан ориентир на две шкалы: «Шкалу развития» и «Шкалу поведения».
Тест — для детей от 6 месяцев до 7 лет. Его можно применять и для тех детей до 12 лет, по которым можно говорить, что некоторые их функции находятся на уровне, который ниже уровня первоклассника (также отдельно такой профиль для подростков / молодежи и для взрослых).
Этот тест возможен для выяснения степени осложнений в поведении между людьми (установление контактов и эмоциональные реакции), в игре, в способе реагирования на внешние стимулы, а также для степени осложнения развития речи.
К концу тестового исследования показатели ребёнка размещают за 7 сферами, которые касаются развития, и за 4 сферами, которые связанные с
поведением.
Кроме выводов «сформирован»/ «не сформирован» введен третий вывод «формируется» (с учётом ближайшей зоны развития).
Этот третий вывод делают тогда, когда ребёнок только частично понимает, что надо сделать с данной задачей, или не имеет достаточного умения,
чтобы это сделать хорошо. Ребёнок может проявлять определённое ощущение того, как это можно сделать, или даже частично это делать, но особым
образом.
«Шкала развития» указывает на уровень развития ребёнка по сравнению с ровесниками. Элементы «Шкалы Поведения» представляют особую
систему, их объединяют функции, характерные для аутизма. Целостность нетипичного поведения (или проявлений, связанных с осложнениями умений ребёнка) оценивают количественно и качественно. К каждой из семи сфер развития подобрано задачи с разной степенью трудности. Ещё одной из главных черт теста является его гибкость, необязательность соблюдения определённой последовательности задач при диагностировании.
```
Элементы 
Шкалы Развития
 распределены по 7 сферам развития. Умение в этих сферах проверяют по 131 задачей:
```

1) подражание (16 заданий),
2) перцепция (13 заданий),
3) мелкая моторика (16 заданий),
4) общая моторика (18 заданий),
5) зрительно-двигательная координация (15 заданий),
6) познавательные функции (26 заданий);
7) коммуникация; активное вещание (27 заданий).
Шкала поведенческих проявлений имеет целью распознавания нетипичных способов поведения, характерных для аутизма: 42 задача этой шкалы
разделена на 4 части:
1) установление контактов и эмоциональной реакции,
2) игра и заинтересованность предметами,
3) реакция на стимулы,
4) речь.
Цель — определить способность устанавливать зрительный контакт, выяснения нетипичного использования материалов, чрезмерного интереса запахами и вкусом вещей, нетипичным употреблением слов или нескоординированного поведения во время обследования.
Способ оценки: в столбцах, которые касаются поведения исследователь отмечает оценку: удовлетворительно, умеренно неудовлетворительно, неудовлетворительно, а в столбцах, где оценивают развитие — сформирован, формируется, не формируется.
Сильные характеристики теста — его гибкость, необязательность соблюдение определённой последовательности задач при диагностировании, что
соответствует психическим особенностям детей с расстройствами аутистического спектра. Диагностические показатели фиксируют во время выполнения ребёнком заданий в игровой форме, а также — в случае его специфического поведения. Большое преимущество теста также — в том, что он учитывает два характерных для аутизма аспекта: задержку развития и нетипичное поведение.
Итогом теста является создание профиля, позволяет определить, которому биологическому возрасту соответствует состояние сформированности
той или иной психической функции в каждого конкретного ребёнка. Результаты исследования являются основой разработки индивидуальной учебной программы.
Важное преимущество теста — ориентир не только на определение определённого состояния сформированности определённых функций, но и на диагностику развития, на те процессы, которые ещё только формируются (что сопоставимо с идеей Л. С. Выготского о зоне ближайшего развития).